# Carlitos (calciatore)
Carlos Daniel López Huesca, meglio noto come Carlitos (Alicante, 12 giugno 1990), è un calciatore spagnolo, attaccante dell'Atromītos.

## Carriera
Il 12 giugno 2024 si trasferisce a titolo gratuito al Atromītos, militante in Super League Ellada, dopo essere rimasto svincolato dall'Astana.

## Palmarès

### Club

#### Competizioni nazionali
- Coppa di Grecia: 1

Panathīnaïkos: 2021-2022
- Coppa di Polonia: 1

Legia Varsavia: 2022-2023

### Individuale
- Capocannoniere del campionato polacco: 1

2017-2018 (24 gol)